# Hemilissa undulaticollis
Hemilissa undulaticollis är en skalbaggsart som beskrevs av Dmytro Zajciw 1960. Hemilissa undulaticollis ingår i släktet Hemilissa och familjen långhorningar. Inga underarter finns listade i Catalogue of Life.